# Poliep (gezwel)
Een poliep is een zwelling op slijmvlies met een karakteristieke vorm, namelijk dikker aan het uiteinde dan aan de basis ('gesteeld'). De meeste poliepen zijn goedaardig hoewel maligne ontaarding bij sommige vormen (dikke-darmpoliepen) weleens voorkomt. Poliepen bevinden zich meestal in de holte van een orgaan. Poliepen komen voor in onder meer het maag-darmkanaal, de neus- en de neusbijholten, het strottenhoofd, in de baarmoeder en op de baarmoedermond.
De aanwezigheid van goedaardige poliepen wordt polypose of polyposis genoemd.

## Oorzaken
- Neuspoliep: door een lokale (chronische) allergische ontsteking zwelt het slijmvlies ter plaatse op, en vormt het uiteindelijk een slijmvlieszakje. Dit zakje vult de holte in kwestie. De poliep kan worden behandeld met medicatie, zoals neussprays met corticosteroïden als fluticason (Flixonase) en mometason (Nasonex) of tabletten (Prednison, Dexamethason) of kan operatief worden verwijderd.
- Darmpoliep: hiervan is de oorzaak veelal onbekend. (Soms in familiaire vorm: familiaire adenomateuze polypose).
- Stembandpoliep: door verkeerd stemgebruik, overbelasting of ontsteking ontstaat een beschadiging van het slijmvlies van de stemband. Roken is een co-factor in het ontstaan van de stembandpoliep. Ter plaatse van deze beschadiging scheurt het slijmvlies steeds verder uit tijdens stemgeving wanneer het geen rust krijgt en ontstaat een vochtophoping te vergelijken met een blaar. Wanneer deze blaar langere tijd aanwezig is, vergroeit deze tot bindweefsel. Deze verbindweefseling, tezamen met vochtophoping wordt 'poliep' genoemd. Een dergelijke poliep kan een klein steeltje hebben (medische duiding: pedunkel), dan wel een brede basis op de stemband (medische duiding: sessiel).

## Verwijdering
Het (operatief) verwijderen van poliepen wordt poliepectomie of polipectomie genoemd.